# Большая Питка
Большая Питка — озеро на территории Лендерского сельского поселения Муезерского района Республики Карелия.

## Общие сведения
Площадь озера — 1,7 км², площадь бассейна — 18,2 км². Располагается на высоте 158,6 метров над уровнем моря.
Форма озера продолговатая, вытянуто с северо-запада на юго-восток. Берега озера каменисто-песчаные, возвышенные.
С запада в озеро впадает ручей без названия, текущий из озера Большой Самулус.
Из юго-восточного окончания озера вытекает также ручей без названия, втекающий с правого берега в реку Лендерку.
Населённые пункты возле озера отсутствуют. Озеро расположено в двух километрах от Российско-финляндской границы.
Код водного объекта в государственном водном реестре — 01050000111102000010953.